# Praktvaxspindel
Praktvaxspindel (Steatoda phalerata) är en spindelart som först beskrevs av Georg Wolfgang Franz Panzer 1801.  I den svenska databasen Dyntaxa används istället namnet Asagena phalerata. Enligt Catalogue of Life ingår praktvaxspindel i släktet vaxspindlar och familjen klotspindlar, men enligt Dyntaxa är tillhörigheten istället släktet Asagena och familjen klotspindlar. Arten är reproducerande i Sverige. Inga underarter finns listade i Catalogue of Life.